# Janiralata koreaensis
Janiralata koreaensis is een pissebed uit de familie Janiridae. De wetenschappelijke naam van de soort is voor het eerst geldig gepubliceerd in 1991 door Jang.